# Samba Ndiobène Ka
Samba Ndiobène Ka, né 1979 à Boulal[réf. souhaitée], Sagatta Djolof dans le département de Linguère (Louga) est un homme politique sénégalais.
Depuis octobre 2023, il est ministre de l'Agriculture, de l'Équipement rural et de la Souveraineté alimentaire.

## Biographie
Ingénieur agronome, sorti de l’école Nationale Supérieure d’Agriculture (ENSA) Thiès, il a été directeur de la modernisation de l’équipement rurale au ministère de l’Agriculture.
En septembre 2017, il occupait le poste de Directeur général de la Société d’aménagement et d’exploitation des terres du delta du fleuve Sénégal et de la Falémé.
Par la suite, il a été est le ministre de l’élevage et des productions animales.

### Enfance et éducation
Il est issu d’une famille d’éleveurs. Son père Kelly Sadio Ka a été président du Conseil rural (PCR) de Boulal et ancien président de la Maison des éleveurs du département de Louga.[réf. souhaitée]
Ingénieur agronome, sorti de l’école Nationale Supérieure d’Agriculture (ENSA) Thiès, il a été directeur de la modernisation de l’équipement rurale au ministère de l’Agriculture[réf. souhaitée].

### Carrière politique
Il adhère à l’APR de Macky Sall créé en novembre 2008. Il est nommé responsable APR de sa localité. Proche collaborateur du Président, il est directeur du SAED, avant d’être ministre membre du gouvernement.
Élu maire de Dahra Djolof au lendemain des élections municipales du 23 Janvier 2022, il est installé dans ses fonctions de maire de la ville le 14 février 2022.
Il a réussi la massification de son parti à Dahra en 2022, en remportant tous les bureaux de vote lors des élections municipales. Ce résultat a eu un impact sur la campagne pour les législatives en 2022 où il est le chef de campagne. Il remporte une belle victoire sur l’ensemble des 19 communes du département de Linguère où Aly Ngouille Ndiaye était tête de liste suivi d’Aniya Mbengue.
Membre du parti APR (Alliance pour la République)[réf. souhaitée], il soutient le président Macky Sall lors de l'élection présidentielle de 2019[réf. souhaitée].

### Ascension politique
Il a connu une évolution à bas bruit. Un de ses collaborateurs le décrit avec ses diverses expériences significatives à la tête de différentes directions et de différents ministères combinés à ses compétences managériales qui lui permettront de bien gérer nos ressources, d’initier et de mener à bien tous les projets porteurs. Car, il se présente aujourd’hui comme un manager pragmatique prompt à satisfaire les aspirations de nos concitoyens. Sa qualité de meneur d’hommes, son ouverture d’esprit, sa discipline et sa discrétion font de lui leader moderne. C’est un homme de consensus, un homme de dialogue et un homme intègre Il a en bandoulière une vision et une volonté pouvant faire émerger notre chère commune. Il reste convaincu qu’il est le profil idéal pour Dahra.

## Controverses et critiques
Il n’a pas manqué de controverses car le député Samba Dang à souligné je cite : « que les nouvelles régions nouvellement créées en 2008, en l’occurrence  Sédhiou, Kédougou et particulièrement  Kaffrine, on ne sent pas l’accompagnement de votre ministère ».
Le Quotidien qui fait état à travers une certaine presse, écrite et en ligne, des non paiements dans le cadre de la mise en œuvre du programme de transferts monétaires exceptionnels en faveur des 542 956 ménages. A ce titre, le ministère du Développement communautaire, de l’équité sociale et territoriale voudrait apporter quelques précisions pour éclairer la lanterne des populations en affirmant que la mise en œuvre de cet important programme social suit son cours normal et ne souffre d’aucun manquement malgré la pause observée lors de la campagne électorale pour les Législatives 2022.